# Paris au mois d'août (film)
Pour les articles homonymes, voir Paris au mois d'août.
Pour plus de détails, voir Fiche technique et Distribution.
Paris au mois d'août est un film français de Pierre Granier-Deferre sorti au cinéma en 1966. Il s'agit de l'adaptation du roman du même titre de René Fallet, Paris au mois d'août, paru en 1964.
Charles Aznavour, qui tient le rôle principal avec le personnage d'Henri Plantin (décrit dans le roman comme ressemblant à Aznavour), a également signé la bande originale du film avec la chanson Paris au mois d'août enregistrée en 1965 (figurant sur l’album La Bohème).

## Synopsis
Un homme (Charles Aznavour), vendeur à La Samaritaine, reste seul à Paris durant le mois d'août pendant que femme et enfants partent en vacances. Il fait la rencontre d'une jeune Anglaise (Susan Hampshire) se présentant comme mannequin venue à Paris pour une séance photos. C'est l'histoire du dernier amour de vacances d'un homme dans la quarantaine, qui envoie en l'air toutes ses obligations pour vivre une passion d'autant plus forte qu'elle est condamnée par la fin des vacances.

## Fiche technique
- Titre : Paris au mois d'août
- Réalisation : Pierre Granier-Deferre
- Assistants de réalisation : Jean-Michel Lacor
- Scénario : Rodolphe-Maurice Arlaud, d'après le roman de René Fallet
- Dialogues : Henri Jeanson
- Producteur : Louis-Émile Galey Films Sirius
- Directeur de production : Jean Darvey (secrétaire : Nicole Philippe)
- Régie générale : Pierre Cottance
- Administrateur : Bernard Artigues
- Assistant régisseur : Rudy Le Roy
- Assistants opérateurs : Roger Tellier et Jacques Renoir
- Script-Girl : Hélène Sebilotte
- Chef maquilleur : Jacky Bouban
- Habilleuse : Annie Marolt
- Montage : Jean Ravel assisté d'Hélène Muller
- Photographie : Claude Renoir Format Scope NetB (Photographe Maurice Chapiron)
- Ensemblier : Jean Chaplain
- Accessoiriste : J.C. Dolbert
- Ingénieur du son : Julien Coutellier assisté de Michel Flour
- Images : Claude Renoir
- Décors : Bernard Evein assisté de Marc Desages
- Attaché de presse : Richard Balducci
- Musique : Georges Garvarentz
- Orchestration : Maurice Helison (éditions French Music)
- Lieux de tournage : La Samaritaine, Studios de Boulogne, Quai de Conti, Gare Montparnasse, Le Panthéon, Le jardin du Luxembourg, place Mireille (statue de Molière), Hôtel des invalides, brasserie Le Vauban, Arc de triomphe du Carrousel, jardin du Palais-Royal, Gare du Nord, aéroport d'Orly.
- Pays de production :  France
- Genre : Comédie romantique
- Format : Noir et blanc format Scope
- Date de sortie : 
  - France : 7 janvier 1966
- Film français
- VHS : non édité
- DVD : Pathé Vidéo en Edition DVD / DVD Blu-ray sorti 24 avril 2019 format 2.35
- Affiche : Jean Mascii (France)

## Distribution
- Charles Aznavour : Henri Plantin
- Susan Hampshire : Patricia Seagrave
- Michel de Ré : Cogaille
- Daniel Ivernel : Civadusse
- Alan Scott : Peter
- Etchika Choureau : Simone Plantin
- Seda Aznavour : la petite Plantin
- Christian Echelard : le petit Plantin
- Jacques Marin : Bouvreuil
- Héléna Manson : Mme Pampine, la concierge
- Léonce Corne : Monsieur Poule, le voisin
- Dominique Rozan : le tenancier du bistro
- Dominique Davray : une cliente du bistro
- Max Amyl : serveur de la brasserie Lipp
- James Campbell : L'automobiliste au cabriolet
- Ardaches Kempetian : le bouquiniste sur les quais
- Henri Attal : un employé à La Samaritaine
- Bernard Musson : un client chez Lipp
- Dominique Zardi : un client chez Lipp
- Marcel Charvey : directeur de la Samaritaine
- Daniel Pommereulle (non crédité)
- Amarande : Pistache, la maîtresse de Civadusse
- André Certes : le médecin

## Autour du film
À noter la scène d'amour entre les deux protagonistes qui est à la fois l'une des plus intenses et les plus pudiques du cinéma français. On n'y voit, durant cinq bonnes minutes, que le visage de la délicieuse Susan Hampshire exprimant le plaisir.

## Erreur de film
A 1 h 15 min 33 s : alors qu’Henri Plantin accède en haut d’une armoire pour chercher du thé pour Pat, on voit l’ombre du micro sur le mur se déplacer en haut à gauche de l'écran.

### Revue de presse
- Gilbert Salachas, « Paris au mois d'août », Téléciné no 127, Paris, Fédération des Loisirs et Culture Cinématographique (FLECC), janvier-février 1966, p. 45,  (ISSN 0049-3287)